# Gaspard Ulliel
Gaspard Ulliel (n. 25 noiembrie 1984, Neuilly-sur-Seine, Île-de-France, Franța – d. 19 ianuarie 2022, centre hospitalier universitaire Grenoble-Alpes⁠(d), Franța) a fost un actor francez. Era cunoscut pentru că l-a portretizat pe tânărul Hannibal Lecter în Hannibal Rising (2007) și pe mogulul modei Yves Saint Laurent în filmul biografic Saint Laurent (2014) și pentru că a fost imaginea parfumului pentru bărbați Chanel Bleu de la Chanel. A fost distribuit ca Anton Mogart / Midnight Man în serialul Disney+ Moon Knight (2022).
Ulliel a fost nominalizat la premiul César la categoria Cel mai promițător actor în 2002 și 2003. În 2004, a câștigat acel premiu pentru rolul din A Very Long Engagement, în care a jucat alături de Audrey Tautou. În 2017, a câștigat premiul César pentru cel mai bun actor pentru rolul din It's Only the End of the World. Ulliel a murit pe 19 ianuarie 2022, în urma unui accident de schi în stațiunea La Rosière din Savoie, Franța.